# Cap Ferrat
Cap Ferrat je mys na Francouzské Riviéře. Patří k obci Saint-Jean-Cap-Ferrat v departementu Alpes-Maritimes. Nacházejí se zde pláže a zátoky, v nichž kotví jachty, na vápencových skalách roste borovice halepská,  úročník a motar přímořský. Po pobřeží vede turistická stezka Le sentier du littoral.
V šestém století zde stála věž, kde žil poustevník svatý Hospic. V roce 1827 Sardiňané postavili maják, který byl zničen za druhé světové války a obnoven v roce 1952. Stavba je vysoká 34 m a je chráněna jako monument historique. Na mysu se nachází také signální stanice francouzského námořnictva Sémaphore du Cap Ferrat. Název je odvozen z latinského výrazu ferus (divoký) a mys byl neobydlenou divočinou až do roku 1895, kdy si tu nechal postavit prázdninové sídlo Leopold II. Belgický. 
Cap Ferrat má přezdívku „poloostrov miliardářů“ a ceny zdejších nemovitostí jsou srovnatelné s Monakem. Villa Les Cèdres byla v roce 2018 nabízena za rekordních 350 milionů eur. Nachází se zde luxusní hotel Grand-Hôtel du Cap-Ferrat, veřejnosti je přístupná Villa Ephrussi de Rothschild s bohatými uměleckými sbírkami a souborem tematických zahrad. K proslulým obyvatelům mysu patří Winston Churchill, William Somerset Maugham, Noel Coward, Charlie Chaplin, Romy Schneiderová, Paul Hamlyn nebo Paul Allen.
Šetrné využívání lokality upravuje zákon Loi littoral z roku 1986.